# Googoosh
Faegheh Atashin (født 5. maj 1950 i Teheran), kendt under sit kunstnernavn Googoosh, er en iransk sanger og skuespiller af aserbajdsjansk afstamning. Hun betragtes som en af mest ikoniske kvindelige pop-sangere i mellemøstlige og centralasiatiske lande.
Googoosh har været gift tre gange. Hun har en søn, Kambiz. Hun bor i øjeblikket i Los Angeles.

## Diskografi
- Do Panjareh (1970)
- Mordab (1971)
- Kooh (1972)
- Do Maahi (1974)
- Hamsafar (1974)
- Pol (1975)
- Mosabbeb (1975, med Dariush)
- Dar Emtedâde Šab (1977)
- Ageh Bemooni (1978)
- Nimeh Gomshodeh Man
- Behtarin Fasl-e-Taazeh
- Jadeh
- Kavir
- Yadam Basheh, Yadet Basheh
- Setaareh
- Mann O Gonjeshkayeh Khoneh
- Lahzeh Bidari
- Zartosht (2000)
- Akharin Khabar (2004)
- Manifest (2006)
- Shabe Sepid (2008)
- Hajme Sabz (2010)
- E'jaz (2012)

## Eksterne links
- Wikimedia Commons har flere filer relateret til Googoosh
- Den officielle hjemmeside

- Googoosh på Internet Movie Database (engelsk)
- Googoosh på The Movie Database (engelsk)
- Googoosh på Encyclopædia Britannica Online (engelsk)